# Blomster (film)
Blomster är en svensk dramafilm från 2023. Filmen är regisserad av Neil Wigardt som även skrivit filmens manus. Malin Hüber har stått för produktionen.
Filmen hade biopremiär i Sverige den 16 juni 2023, utgiven av Folkets Bio.

## Handling
Filmen kretsar kring Emma och ett ungdomsgäng som hon träffar på en utefest. De söker sig från fest till fest i jakt på fylla och droger.

## Rollista (i urval)
- Savanna Hanneryd – Emma
- Agnes Berg – Cassandra
- Moa Boström Ulfhjelm – Ola
- Liam Castillo Aguilar – Sanchez
- Amber Mastracci – Abbe
- Santiago Martinez Serna – Fernando
- Ali Sharif – Yousef
- Saint Toll Wood – Ruby